# Hrádek (přírodní památka, okres Uherské Hradiště)
Přírodní památka Hrádek se nalézá v opuštěném andezitovém lomu na návrší v intravilánu obce Bánov v okrese Uherské Hradiště. Již v pozdní době kamenné bylo návrší opevněno, do dnešní doby se dochovaly nepatrné zbytky valů hradiště a ve středověku zde stával strážní hrad. Chráněné území je ve správě Krajského úřadu Zlínského kraje.

## Předmět ochrany
Předmětem ochrany je pozůstatek projevu třetihorní vulkanické činnosti v oblasti Hlucké pahorkatiny, odkrytý v andezitovém lomu, ve kterém byla ukončena těžba v 50. letech 20. století. Lokalita byla poté z větší části zavezena a rekultivována, odkryta zůstala jen horní část lomové stěny. Nacházejí se zde balvanité vulkanické brekcie, tvořené bloky a úlomky biotit-pyroxenických andezitů, dále vypálených jílovců neboli porcelanitů a pískovců nivnického souvrství bělokarpatské jednotky. Přírodní památka Hrádek představuje jeden z výchozů neovulkanitů, vyskytujících se východně od Uherského Brodu po obou stranách tzv. nezdenického zlomu v prostoru Bánov - Komňa - Bojkovice. Další podobnou lokalitou je přírodní památka Skalky, která se nachází zhruba 1,5 km východně od Bánova.

## Flóra
Lom zarůstá náletovými dřevinami a popínavými rostlinami.

## Fauna
Z ohrožených druhů hmyzu se zde vyskytují především motýli, např. otakárek fenyklový (Papilio machaon) a otakárek ovocný (Iphiclides podalirius).